# 克里斯蒂娜·普林斯卢
克里斯蒂娜·普林斯卢（1952年5月3日—），津巴布韦女子曲棍球运动员。她曾代表津巴布韦国家队参加1980年夏季奥林匹克运动会曲棍球比赛，获得一枚金牌。